# فرودگاه آلبانوو ماچادو
فرودگاه آلبانوو ماچادو (به انگلیسی: Albano Machado Airport) یک فرودگاه همگانی با کد یاتا NOV است که یک باند فرود آسفالت دارد و طول باند آن ۲۶۶۰ متر است. این فرودگاه در کشور آنگولا قرار دارد و در ارتفاع ۱۷۰۳ متری از سطح دریا واقع شده‌است.

## شرکت‌های هواپیمایی و مقصدهای پروازی
| شرکت‌های هواپیمایی   | مقصدهای پروازی                                           |
| ------------------- | -------------------------------------------------------- |
| Diexim Expresso     | کواترو دو فرویرو                                         |
| تاگ آنگولا ایرلاینز | کتومبلا، کواترو دو فرویرو، لوبانگو، منونگ، اوندیوا پریرا |